# Hypothyris connexa
Hypothyris connexa är en fjärilsart som beskrevs av Hall 1939. Hypothyris connexa ingår i släktet Hypothyris och familjen praktfjärilar. Inga underarter finns listade i Catalogue of Life.